# San Pedro Soloma
San Pedro Soloma, Soloma – miasto w zachodniej Gwatemali, w departamencie Huehuetenango, około 75 km na północ od stolicy departamentu, miasta Huehuetenango. Miasto leży w górach Sierra Madre de Chiapas na wysokości 2705 m n.p.m., co sprawia, że jest najwyżej położoną miejscowością gminną w departamencie.
Według danych szacunkowych w 2012 roku liczba ludności miasta wyniosła 19 663 mieszkańców.
Jest siedzibą władz gminy o tej samej nazwie, która w 2012 roku liczyła 50 290 mieszkańców. Gmina jak na warunki Gwatemali jest średniej wielkości, a jej powierzchnia obejmuje 264 km².